# Себальос, Эсекиэль
Эсекиэль Себальос (исп. Exequiel Zeballos; родился 24 апреля 2002, Сантьяго-дель-Эстеро) — аргентинский футболист, вингер клуба «Бока Хуниорс».

## Клубная карьера
Воспитанник футбольной академии клуба «Бока Хуниорс». В декабре 2018 года подписал свой первый профессиональный контракт, рассчитанный до 2022 года. В январе 2020 года начал привлекаться к тренировкам основного состава «Боки».

## Карьера в сборной
В 2017 году в составе сборной Аргентины до 15 лет сыграл на чемпионате Южной Америки, забив четыре гола в рамках группового этапа: два гола в матче против сборной Уругвая 7 ноября, гол против сборной Чехии 9 ноября и гол против сборной Парагвая 13 ноября. Аргентинцы выиграли турнир, обыграв в финале бразильцев.
В 2019 году в составе сборной Аргентины до 17 лет Себальос провёл восемь матчей на юношеском чемпионате Южной Америки, забив гол в матче против сборной Колумбии 24 марта. Его сборная выиграла этот турнир и квалифицировалась на юношеский чемпионат мира, на котором Себальос провёл три матча и забил гол в ворота сборной Парагвая 8 ноября.

## Достижения
Аргентина (до 15)
- Победитель чемпионата Южной Америки (до 15 лет): 2017

Аргентина (до 17)
- Победитель чемпионата Южной Америки (до 17 лет): 2019